# Тварини в спорті

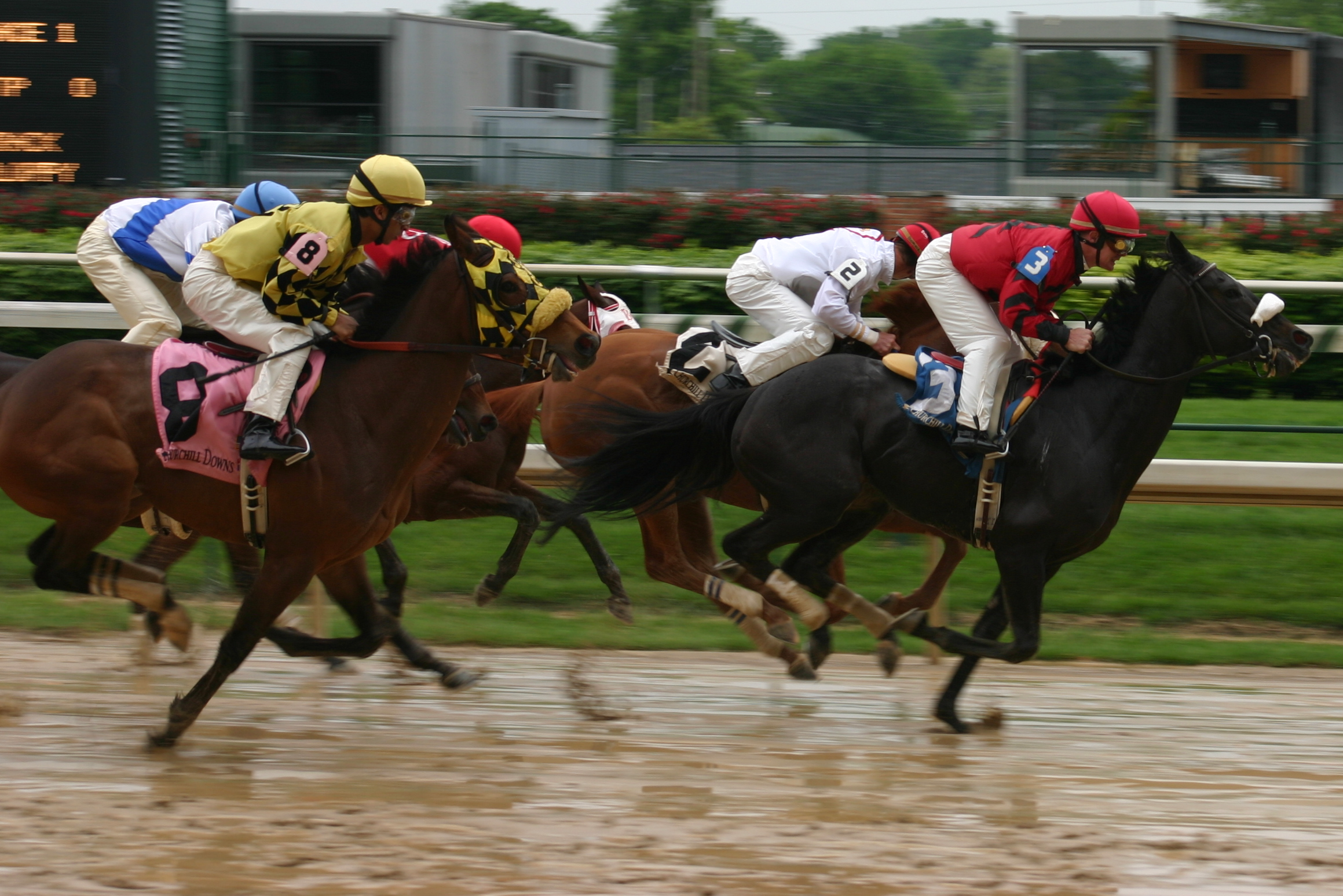
Кінні перегони — дуже популярне спортивне змагання за участю тварин.

Тварини в спорті — специфічна форма робочих тварин. Багато тварин, принаймні в більш комерційних видах спорту, добре треновані. Двома найпоширенішими тваринами у спорті є коні та собаки.

## Види спортивних змагань з тваринами

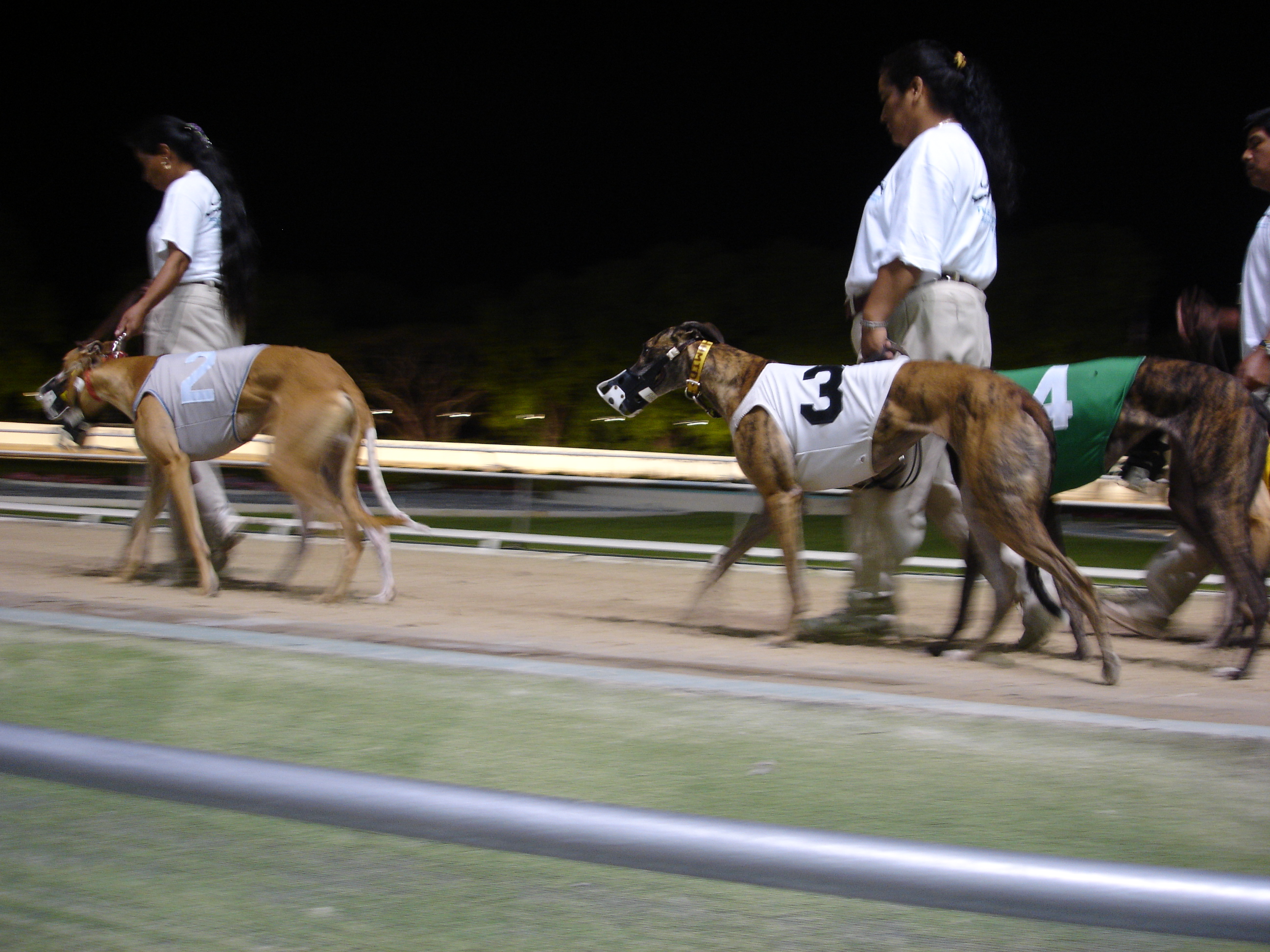
Хорти готуються до перегонів

Існує багато видів спортивних змагань серед тварин з різним рівнем участі людей. Деякі з них відбуваються виключно між тваринами, в той час як інші використовують тварин у меншій мірі. Більшість видів спорту передбачають тренування, тоді як деякі з них можуть також включати селекційну селекцію.
Є кілька масштабних заходів, які включають тварин у різні види спорту. Родео може включати багато різних видів спорту, починаючи від їзда на биках і закінчуючи згинанням жердини. Деякі з найвідоміших видів перегонів тварин — це кінні перегони, собачі перегони (наприклад, перегони хортів, перегони на собачих нартах), голубині перегони та верблюжі перегони.

### Перегони
Перегони є найпопулярнішим видом спорту, пов'язаного з тваринами, зокрема кіньми. Деякі перегони безпосередньо включають людей як вершників, тоді як інші спостерігають, як тварини змагаються поодинці. У деяких видах спорту вершник не їде безпосередньо на тварині, а його тягнуть за собою. Прикладами цього є біги, перегони на собачих нартах і популярний у Стародавній Греції та Римській імперії вид спорту перегонів колісниць.
Собачі перегони, популярна форма перегонів тварин, бере свій початок у 1800-х роках у Сполучених Штатах, після того, як собак привезли з Європи, щоб допомогти контролювати популяцію зайців. Хоча трекові перегони є найпоширенішими, існують інші форми перегонів. Наприклад, на голубиних перегонах домашні голуби знаходять дорогу додому з певної відстані. Камбала, перегони биків у прибережній Карнатаці, Індія, є сільськими перегонами для глядачів, які проводяться щороку взимку приблизно в 50 містах/селах. Перегони — це поширений спосіб грати в азартні ігри з мільярдами  щороку витрачається по всьому світу. Це одна з причин того, що деякі країни чи штати заборонили такі види спорту.

### Індивідуальні та командні заходи
Існують змагальні змагання за участю тварин. Прикладом є поло, коли учасники б'ють по м'ячу молотками верхи на конях. Поло на слонах бере свій початок на початку ХХ століття, коли в цей вид спорту почали грати члени британської аристократії в Непалі.
У XIV—XVI століттях популярним турніром були лицарські змагання верхи на конях.

### Бої

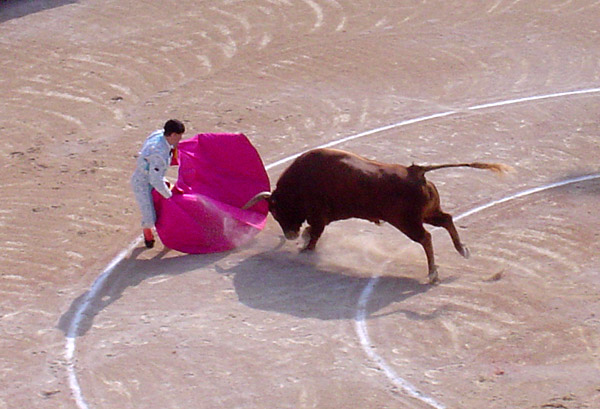
У деяких країнах корида є законною.

У більшості країн змушувати двох чи більше тварин битися одна з одною, як-от півнячі чи собачі бої, вважається жорстоким і тому заборонено законом. Деякі бої тварин є законними в країнах світу, зокрема бої корів і верблюжа боротьба. Існують також деякі форми законного спорту, в якому люди борються з тваринами, як-от бій биків, що має давню історію в іспанській та португальській традиції, і джаллікатту, який має подібну традицію в Таміл Наду, Індія. Однак не всі бойові тварини великі, бо в Макао та Гонконгу популярністю користуються бої цвіркунів, хоча азартні ігри в них зараз заборонені законом.
В історії було кілька інших кривавих видів спорту, які були задумані як розвага, багато з яких включали цькування собак. Багато різних видів тварин поміщали в яму, іноді прив'язували до стовпа і нацьковували на них собак. Це коливається від цькування щурів і борсуків до цькування ведмедів і левів . Є навіть кілька казок про цькування людей.
Тварин, які беруть участь у звіриних боях, як правило, спеціально розводять для досягнення сили та витривалості.

### Вбивство

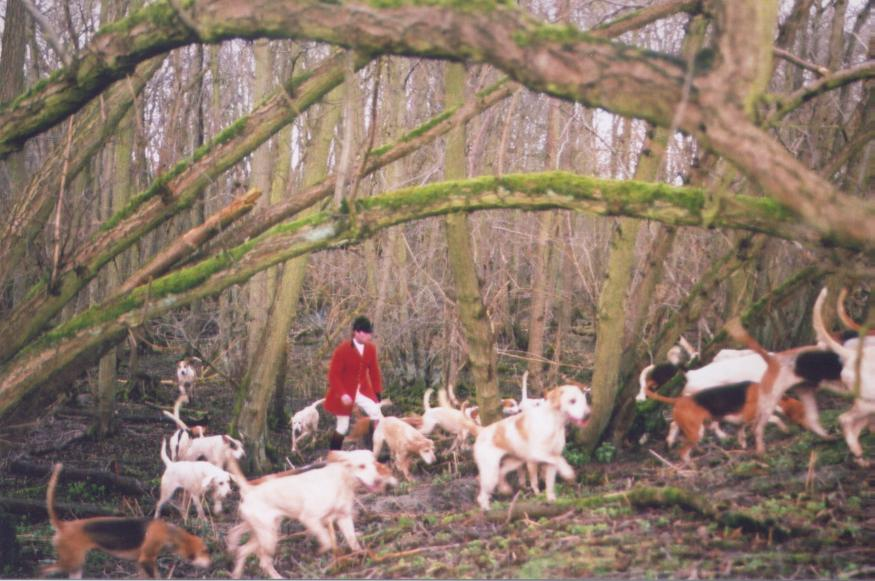
Останнім часом полювання на лисиць було суперечливим питанням, особливо у Сполученому Королівстві.

Полювання почалося як важливий компонент суспільств мисливців-збирачів, будучи важливим джерелом їжі. Приручення тварин і розвиток сільського господарства зменшили потребу в полюванні, а їжа стала більш доступною. Полювання стало видом спорту для представників вищих верств суспільства. У більшості частин середньовічної Європи вищий стан (аристократія та вище духовенство) отримав як привілей виключне право полювати в певних районах феодальної території.
Небезпечне полювання, як на левів чи кабанів, зазвичай верхи (або з колісниці, як у фараонів у Єгипті та Месопотамії), також мало функцію, подібну до турнірів і чоловічих видів спорту: почесна, певною мірою змагальна розвага, щоб допомогти аристократії відпрацювати навички війни в мирний час. У Стародавньому Римі формою розваги, під час якої люди протистояли тваринам в амфітеатрі, було «Венаціо».
У наш час полювання, як правило, є законним, якщо мисливець має ліцензію, хоча в деяких країнах існують деякі нерегульовані форми полювання. Тварини можуть бути по обидва боки полювання, допомагати мисливцям або самі ставати об'єктами полювання.
Полювання на лисиць було суперечливим питанням, особливо у Сполученому Королівстві, щодо його необхідності та жорстокості.

#### Риболовля
Риболовля дещо відрізняється від інших видів спорту і, як правило, є розвагою або хобі. Однак це також може бути змагальний вид спорту .

#### Стрільба по голубах
Стрільба по голубах була однією зі стрільб на літніх Олімпійських іграх 1900 року. Учасники цих змагань повинні були вбити якомога більше живих голубів. Птахів по одному випускали з «пасток» на очах у стрільців.

### Виставки дресирування або розведення

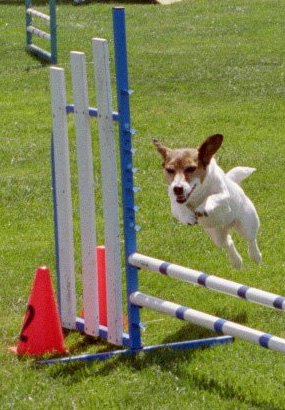
Джек-рассел-тер'єр бере участь у змаганнях з аджиліті

Виставки мають на меті підкреслити досконалість дресирування або розведення залучених тварин. У цій категорії є різноманітні види верхової їзди, включаючи конкур і виїздку, обидва з яких представлені на Олімпійських іграх. На нижчих рівнях кінні виставки пропонують різноманітні змагання як з верхової їзди, так і з водіння, а також заняття в руках, які оцінюють статуру коней.
Собаки, які легко одомашнюються, є одними з найпопулярніших тварин на виставках. Випробування великої рогатої худоби та вівчарок популярні в багатьох країнах і використовуються, щоб показати, наскільки добре собака може збирати худобу. Інші собачі види спорту цієї категорії включають змагання з аджиліті, під час яких собаки повинні долати смуги перешкод, і випробування на слухняність, де вони повинні виконувати заздалегідь визначений набір завдань.
Крафтс, британська виставка конформації для собак, зросла з моменту свого заснування в 1886 році. Хоча собаки є найпоширенішими виставковими тваринами, виставки котів також є поширеними. Обидві ці тварини мають широкий вибір порід і змагаються в категоріях, порівнюючи кожну особину з «ідеалом» породи.
Деякі незвичайні тварини також беруть участь у виставах, наприклад, учасники змагань з кролячих конкурів та зяблики звичайні у вінкенцеттингу пташиного співу.

## Популярна культура
Фільми та телесеріали про тварин у спорті можуть бути реалістичними або вигаданими, залучаючи тварин до діяльності, яку вони насправді не можуть виконувати. «Фаворит» є досить точним зображенням знаменитого американського коня, а «MVP: Найцінніший примат», фільм про шимпанзе, що грає в хокей, нереалістичний.
Анімаційний фільм 1980 року «Зоолімпікс» є пародією на Олімпійські ігри та містить антропоморфних тварин. У поєднанні живого бойовика й анімаційного фільму "Ручки для ліжок та мітли "анімовані тварини грають у футбол. Подібним чином кілька телевізійних рекламних роликів використовували Budweiser Clydesdales та інших тварин у ролях живої гри та CGA, ніби вони грають у американський футбол.
З 1976 по 1999 рік BBC транслювало телевізійний серіал «Один чоловік і його собака» про випробування вівчарок. Вони також замовили три серії «Домашні улюбленці виграють призи», ігрового шоу з домашніми тваринами учасників, які повинні виконувати різні завдання.
«Людина проти звіра» — американське телевізійне шоу, у якому люди протистоять тваринам у різноманітних незвичайних випробуваннях, включаючи змагання в їжі між чемпіоном світу Такеру Кобаяші та бурим ведмедем.